# Catalyseur Phillips

Structure proposée pour un catalyseur Phillips.

Le catalyseur Phillips ou catalyseur au chrome supporté de Phillips est un catalyseur utilisé pour produire environ la moitié du polyéthylène du monde. Catalyseur hétérogène,  il est constitué d'un oxyde de chrome dispersé à la surface d’un support minéral de type silice ou silice-alumine (zéolithe).

## Historique
Robert Banks et John Paul Hogan, tous deux chez Phillips Petroleum, ont déposé les premiers brevets sur ce catalyseur en 1953. Quatre ans plus tard, le procédé a été commercialisé.

## Contexte
Le polyéthylène, polymère synthétique le plus abondant, est produit industriellement par polymérisation de l'éthylène :
n C2H4 → (C2H4)n
Bien qu'elle soit une réaction exergonique (c'est-à-dire thermodynamiquement favorable), la réaction de polymérisation de l'éthylène nécessite des catalyseurs. Trois catalyseurs principaux sont employés dans le commerce : les catalyseurs Phillips présentés ici, les catalyseurs de Ziegler-Natta, et, pour les polymères de spécialité, les catalyseurs à base de métallocène.

## Préparation et mécanisme d'action
Le catalyseur de Phillips est préparé en imprégnant du gel de silice à haute surface spécifique avec du trioxyde de chrome ou des composés de chrome apparentés. Ce pré-catalyseur solide est ensuite calciné dans l'air pour donner le catalyseur actif. Seule une fraction du chrome est catalytiquement active, ce qui interfère avec l'élucidation du mécanisme catalytique. Le catalyseur actif est souvent décrit comme un ester de chromate lié à la surface de la silice. Le mécanisme du processus de polymérisation fait l'objet de nombreuses recherches, la question centrale étant la structure de l'espèce active, qui est supposée être un composé organochrome.